# Bio. (Spojené království)
bio. (dříve The Biography Channel) je anglicky mluvící zábavní televizní kanál dostupný v některých evropských zemích. Kanál začal vysílat v říjnu 2000 v rámci spolupráce mezi televizními společnostmi A&E Television Networks a British Sky Broadcasting ve Spojeném království. Později zahájil vysílání v Irsku, Holandsku a v Belgii. Náplní kanálu je, jak jméno napovídá, vysílání biografií slavných lidí, hudebních skupin, politiků či zločinců. Verze ve vysokém rozlišní obrazu (HD) zahájila vysílání 5. listopadu 2008 na satelitní platformě Sky. Dne 1. ledna 2009 byl název The Biography Channel změněn na bio.

## Loga

Logo kanálu v letech 2000-2007